# Pierre-Marie Hilaire
Pierre-Marie Hilaire (Francia, 19 de noviembre de 1965) es un atleta francés retirado especializado en la prueba de 4 × 400 m, en la que ha conseguido ser subcampeón europeo en 1994.

## Carrera deportiva
En el Campeonato Europeo de Atletismo de 1994 ganó la medalla de plata en los relevos 4x400 metros, con un tiempo de 3:01.11 segundos, llegando a meta tras Reino Unido (oro) y por delante de Rusia.